# Leszek Leszkiewicz

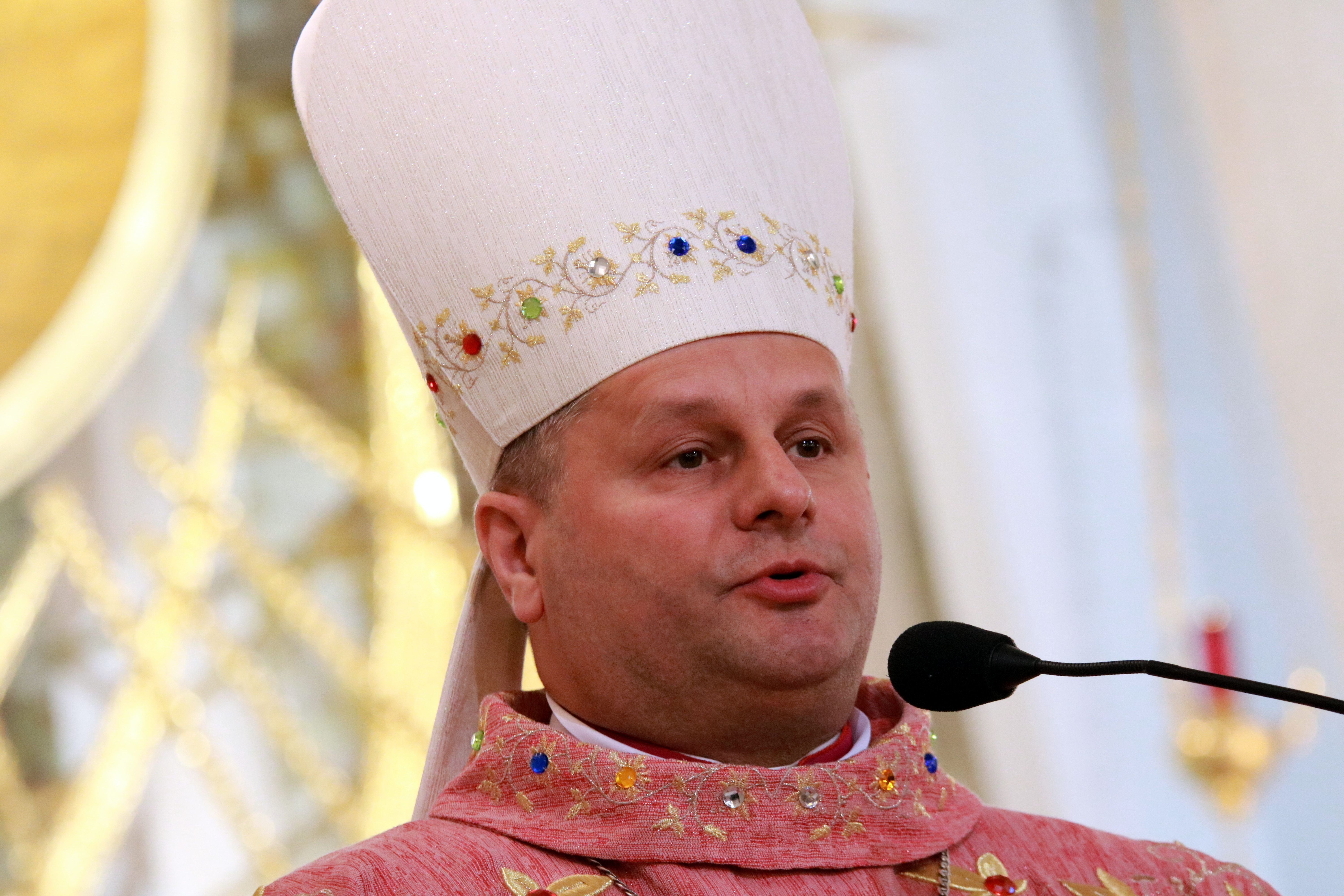
Leszek Leszkiewicz, 2018

Leszek Leszkiewicz (* 10. Mai 1970 in Gorlice, Wojewodschaft Kleinpolen, Polen) ist ein polnischer Geistlicher und römisch-katholischer Weihbischof in Tarnów.

## Leben
Leszek Leszkiewicz trat 1998 in das Priesterseminar des Bistums Tarnów ein und empfing am 25. Mai 1996 das Sakrament der Priesterweihe. 2001 reiste er zu Missionszwecken nach Ecuador, wo er bis 2006 im Bistum Babahoyo arbeitete. Von 2006 bis 2009 setzte er seine Studien an der Päpstlichen Universität Urbaniana fort. Ab 2010 war er als Disziplinarpräfekt am Priesterseminar von Tarnów tätig.
Am 19. Dezember 2015 ernannte ihn Papst Franziskus zum Titularbischof von Bossa und zum Weihbischof in Tarnów. Der Bischof von Tarnów, Andrzej Jeż, spendete ihm am 6. Februar des folgenden Jahres die Bischofsweihe. Mitkonsekratoren waren die Tarnówer Weihbischöfe Wiesław Lechowicz und Stanisław Salaterski.